# PAFAH2
Acetilhidrolasa del factor activador de plaquetas 2 (platelet-activating factor acetylhydrolase 2) es una isoforma de enzima de 40KD que está codificada por el gen PAFAH2 situado en el cromosoma 1 humano cuya función enzimática cataliza la eliminación del grupo acetilo en la posición sn-2 del factor activador de plaquetas. 
Información en las bases de datos:
| Base de datos       | Referencia                                                       |
| ------------------- | ---------------------------------------------------------------- |
| NCBI                | 5051                                                             |
| ENSEMBL             | ENSG00000158006                                                  |
| UniProt             | Q99487                                                           |
| Genome browser UCSC | uc001bld.4                                                       |
| PDB                 | Q99487 Archivado el 24 de septiembre de 2015 en Wayback Machine. |

- Datos: Q18030339